# Jongar
Jongar is een bestuurslaag in het regentschap Aceh Tenggara van de provincie Atjeh, Indonesië. Jongar telt 440 inwoners (volkstelling 2010).